# Labyrinth of Abyss
Labyrinth of Abyss е румънска блек метъл група, основана през 1999 година. Стила на групата е смесица от традиционен блекметъл с траш влияние, и с повече звук на китарата.

## Дискография
Full-length
- 2004 – The Cult of Turul Pride

Demo
- 2002 – Promo

EP
- 2001 – Transylvanian Abyss